# Patrick Martin (bobsleeër)
Patrick Henry (Pat) Martin  (Louisville (New York), 19 augustus 1923 - Massena (New York), 21 april 1987) was een Amerikaans bobsleeremmer. Martin won tijdens de Olympische Winterspelen 1948 de titel in de viermansbob. In 1949 en 1950 was Martin onderdeel van de Amerikaanse bob die de wereldtitel veroverde. Martin moest tijdens de Olympische Winterspelen 1952 zowel in de twee- als de viermansbob genoegen nemen met de zilveren medaille.

## Resultaten
- Olympische Winterspelen 1948 in Sankt Moritz  in de viermansbob
- Wereldkampioenschappen bobsleeën 1949 in Lake Placid  in de viermansbob
- Wereldkampioenschappen bobsleeën 1950 in Cortina d'Ampezzo  in de tweemansbob
- Wereldkampioenschappen bobsleeën 1950 in Cortina d'Ampezzo  in de viermansbob
- Wereldkampioenschappen bobsleeën 1951 in Alpe d'Huez  in de tweemansbob
- Wereldkampioenschappen bobsleeën 1951 in Alpe d'Huez  in de viermansbob
- Olympische Winterspelen 1952 in Oslo  in de tweemansbob
- Olympische Winterspelen 1952 in Oslo  in de viermansbob

1924: Scherrer / Neveu / A.Schläppi / H.Schläppi ·
1928: Fiske / Tucker / Mason / Gray / Parke ·
1932: Fiske / Eagan / Gray / O'Brien ·
1936: Musy / Gartmann / Bouvier / Beerli ·
1948: Tyler / Martin / Rimkus / D'Amico ·
1952: Ostler / Kuhn / Nieberl / Kemser ·
1956: Kapus / Diener / Alt / Angst ·
1964: V.Emery / Kirby / Anakin / J.Emery ·
1968: Monti / De Paolis / Zandonella / Armano ·
1972: Wicki / Leutenegger / Camichel / Hubacher ·
1976: Nehmer / Babock / Germeshausen / Lehmann ·
1980: Nehmer / Musiol / Germeshausen / Gerhardt ·
1984: Hoppe / Wetzig / Schauerhammer / Kirchner ·
1988: Fasser / Meier / Fässler / Stocker ·
1992: Appelt / Schroll / Winkler / Haidacher ·
1994: Czudaj / Brannasch / Hampel / Szelig ·
1998: Langen / Zimmermann / Jakobs / Hampel ·
2002: Lange / Kühn / Kuske / Embach ·
2006: Lange / Hoppe / Kuske / Putze ·
2010: Holcomb / Mesler / Tomasevicz / Olsen ·
2014: Melbārdis / Dreiškens / Vilkaste / Strenga  ·
2018: Friedrich / Bauer / Grothkopp / Margis   ·
2022: Friedrich / Margis / Bauer / Schüller